# Модель Праги Ленгвейля

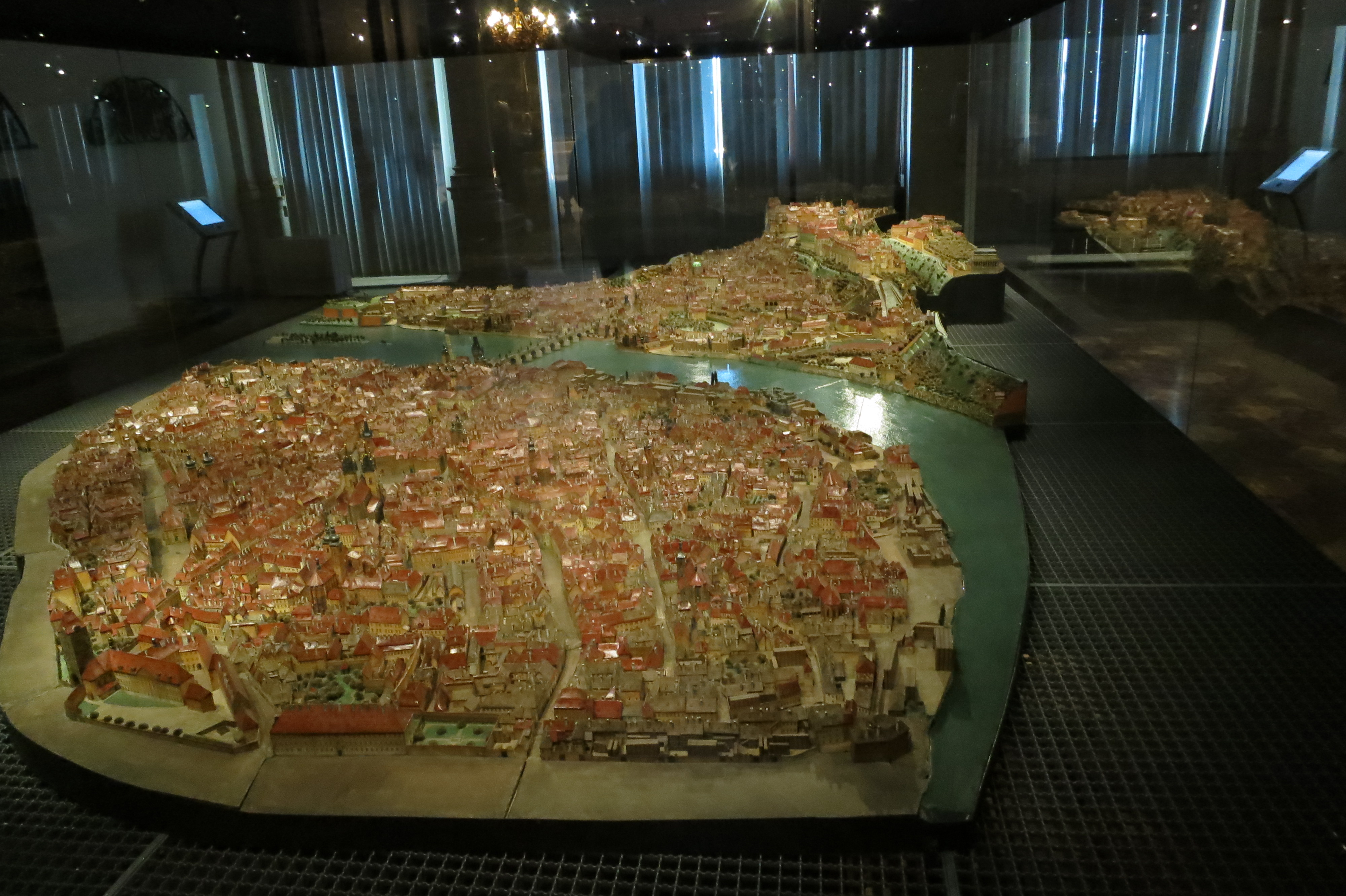
Модель Праги Лангвейля в Празькому міському музеї

Модель Праги Ленгвейля — це реалістична паперова модель Праги 1826—1837 років, названа на честь її творця Антоніна Ленгвейля. Через ранню смерть Ленгвейля модель залишилася незавершеною. Вона займає площу 20 м2 і в найдрібніших деталях показує понад 2 000 будівель в історичному центрі Праги; приблизно половина з них більше не існує, в основному через масштабний проєкт міської санітарії, який включав заплановане знесення значної частини Старого, Нового та Єврейського кварталів міста між 1896 і 1943 роками. Таким чином, модель Ленгвейля є єдиним наявним зображенням усього Празького гетто у його вигляді до 1890-х років. Це також унікальне у світі автентичне свідчення вигляду міста в першій половині 19-го століття.

## Опис
Модель представляє Старе місто Праги (включно з єврейським гетто), Малу Страну Праги без пагорба Петршин, Празький Град і більшу частину Градчан (без його західної частини та Страговського монастиря).
Макет виконаний у масштабі 1:480. Він займає площу 20 м2 і показує близько 2 500 будівель, понад 9 000 димарів і близько 5 400 дерев і кущів.
Модель Лангвейла була створена не для того, щоб задокументувати зовнішній вигляд Праги, а радше як оригінальний витвір мистецтва — тривимірна картина міста або рельєфна ведута. Реалістичне зображення багатьох деталей, якими місто позначає час і життя його мешканців, також відповідає цьому. На фасадах будинків зображені не лише конструктивні та декоративні деталі, такі як таблички на будинках, фрески та сонячні годинники, але й всілякі особливості, спіймані в цей момент, такі як облуплені стіни, розбиті вікна та в'юнкі рослини. У різних двориках і затишних куточках ми знаходимо запаси бочок, сцену забою свиней або драбину, притулену до стіни. На моделі немає людей, окрім двох солдатів, що стоять на варті, ніби їхня незмінна позиція є частиною вигляду вулиці.

## Історія

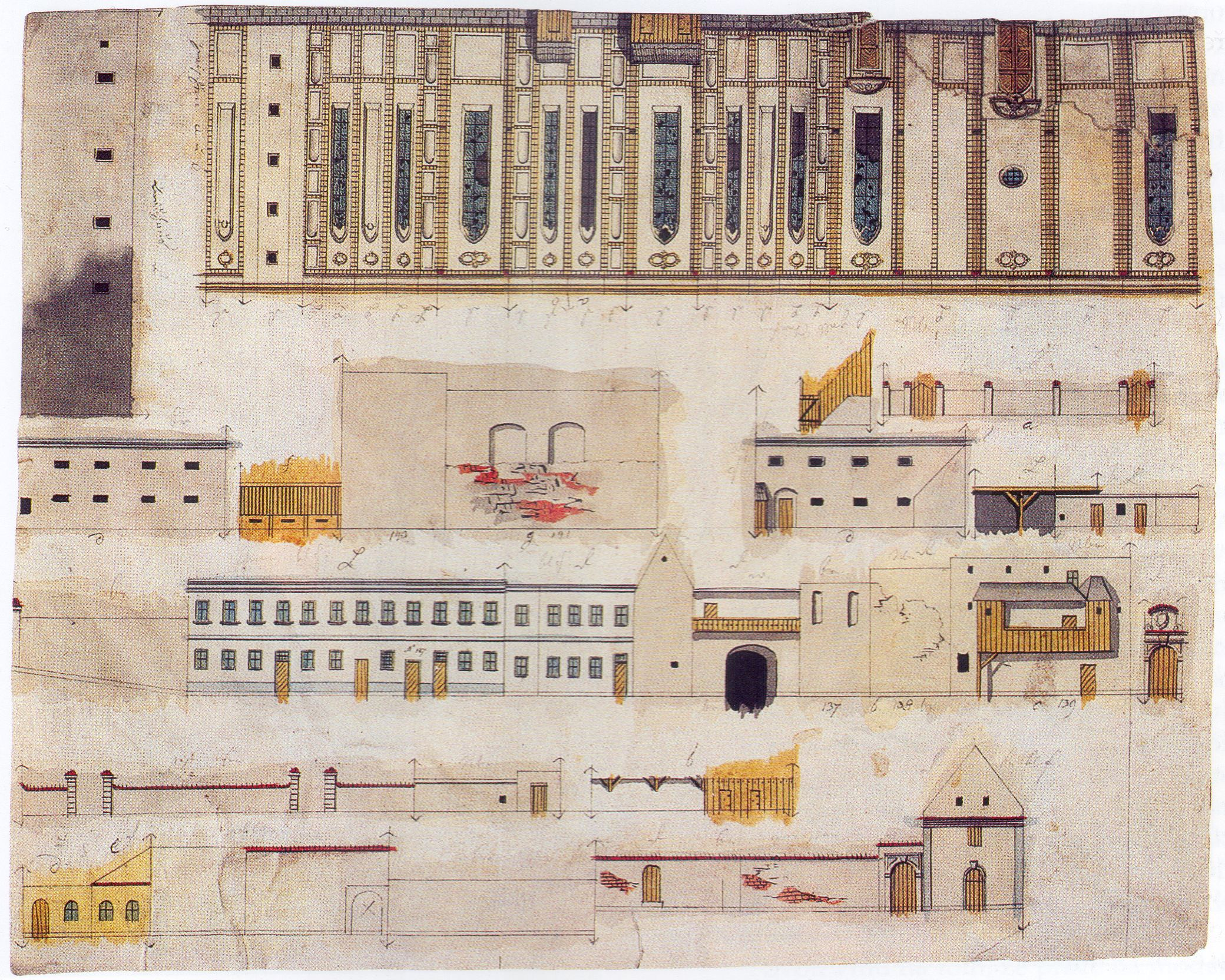
Незавершена частина макета, що показує Страговський монастир

У 1826 році Антонін Лангвейл почав зображати місто Прагу в невеликому макеті. Як план місцевості він використав топографічну карту Праги Ютнера, яка на той час була опублікована в друкованому вигляді. Протягом одинадцяти років роботи над макетом Лангвейл п'ять разів виставляв його на загальний огляд у незавершеному вигляді. У 1833 році Лангвейла навіть запросили виставити макет на промисловій виставці у Празькому Граді з нагоди візиту до Праги імператора і короля Франц II. Після закінчення виставки Лангвейл набрався сміливості написати листа монарху з проханням про фінансову підтримку для завершення роботи над моделлю, але його прохання було відхилено. Лангвейл помер у червні 1837 року у віці 46 років, залишивши модель незавершеною.
Після смерті чоловіка, у 1840 році, вдова Лангвейла запропонувала модель імператору і королю Фердинанду. Імператор купив модель за символічну ціну і щедро подарував її Патріотичному (нині Національному) музею в Празі. Після цього модель вперше після смерті Лангвейла у 1862 році була виставлена на загальний огляд у празькій Староміській ратуші. У наступні роки модель виставлялася в музеї лише зрідка. Найдовше вона експонувалася під час Празької ювілейної виставки, а згодом стала частиною виставки «Лапідарій Національного музею».
Після Другої світової війни модель передали під опіку Празького міського музею, де вона й була виставлена. У 1970 році модель була виставлена на постійну експозицію в музеї у власній спеціально виготовленій скляній вітрині. У 1999 році оригінальна скляна вітрина була замінена на нову пилонепроникну вітрину, яка також забезпечує моделі власний захисний мікроклімат. У 2006 році мерія Праги спільно з Музеєм міста Праги оголосили публічний тендер, на основі якого компанія Visual Connection as здійснила оцифрування моделі.